# Ramazan Szamsudinow
Ramazan Szamsudinowowicz Szamsudinow (ros. Рамазан Шамсудинович Шамсудинов; ur. 9 maja 1988) – rosyjski zapaśnik dagestańskiego pochodzenia, startujący w stylu wolnym. Drugi w Pucharze Świata w 2014 i dziewiąty w 2012. Trzeci w mistrzostwach Rosji w 2011 roku.